# Hear My Train A Comin'
Hear My Train A Comin' (conosciuto anche con il titolo Getting My Heart Back Together Again) è un brano musicale blues composto da Jimi Hendrix che ne incise diverse versioni tra il 1967 e il 1970, senza però riuscire a pubblicare in vita la canzone. La traccia fu pubblicata solo dopo la morte dell'artista in vari album postumi sparsi nel corso dei decenni, e come singolo nel 1973 in Europa, estratto dall'album Sound Track Recordings from the Film Jimi Hendrix.

## Il brano
La prima incisione del brano è una versione acustica, registrata da Hendrix alla chitarra a 12 corde nel dicembre 1967, e venne inclusa nel 1973 nell'album Sound Track Recordings from the Film Jimi Hendrix, colonna sonora del film-documentario diretto da Joe Boyd. Questo disco è ormai fuori catalogo da tempo, ma quasi tutti i brani in esso contenuti sono stati ripubblicati in vari altri album compilation. Hendrix eseguì frequentemente la canzone in concerto nel periodo 1969-1970, includendo anche le esibizioni a Woodstock e al Fillmore East con la Band of Gypsys. Queste versioni, sono apparse rispettivamente sugli album Live at Woodstock e Live at the Fillmore East. La prima uscita ufficiale su disco della traccia fu la versione suonata a Woodstock, intitolata Get My Heart Back Together, inclusa nell'LP Woodstock 2 pubblicato nel luglio 1971. Quattro mesi dopo, una versione dal vivo registrata il 30 maggio 1970, al Berkeley Community Theater venne inclusa nel secondo album postumo di Hendrix, Rainbow Bridge. La versione acustica del 1967 e quella live registrata a Berkeley furono entrambe incluse nell'album compilation del 1994 intitolato :Blues. Due versioni della canzone datate dicembre 1967 appaiono anche nell'album BBC Sessions del 1998.
Hendrix registrò molte versioni differenti di Hear My Train A Comin'. Sebbene nessuna versione possa essere considerata quella definitiva approvata da Hendrix stesso, quattro diverse take della canzone sono state pubblicate in vari album postumi del chitarrista di Seattle. La prima versione entrò nell'album Midnight Lightning del 1975, orchestrata dal produttore Alan Douglas, che vi aggiunse sovraincisioni di basso e chitarra eseguite da musicisti che non avevano mai neanche suonato con Hendrix. La seconda versione, registrata durante delle sessioni di prova degli Experience nel febbraio 1969, fu inclusa nel cofanetto The Jimi Hendrix Experience del 2000. Due ulteriori versioni del brano furono pubblicate nel 2010: una versione in studio dell'aprile 1969 incisa con gli Experience, venne inclusa in Valleys of Neptune, e una registrazione casalinga su nastro demo del 1968 sul box set West Coast Seattle Boy: The Jimi Hendrix Anthology. Nel 2013, ancora un'altra versione di Hear My Train A Comin', del maggio 1969, comprendente Hendrix, Buddy Miles, e Billy Cox è stata pubblicata sull'album People, Hell & Angels. Si è a conoscenza dell'esistenza anche di una versione successiva del brano, registrata da Hendrix nel luglio 1970 insieme a Billy Cox e Mitch Mitchell, ma essa non è ancora stata resa pubblica. La versione del 9 aprile 1969, incisa dagli Experience, è stata pubblicata nell'album Both Sides of the Sky nel 2018.

## Tracce singolo UK
K 14286 - 1973
1. Hear My Train A Comin' (Hendrix) - 3:05
2. Rock Me Baby (B.B. King, Joe Josea) - 3:01

## Pubblicazioni varie
Molteplici registrazioni della canzone sono state incluse nel corso degli anni in svariati album postumi:
- Woodstock 2 (1971)
- Rainbow Bridge (1971)
- Sound Track Recordings from the Film Jimi Hendrix (1973)
- Midnight Lightning (1975)
- The Jimi Hendrix Concerts (1982)
- Band of Gypsys 2 (1986)
- Radio One (1988)
- Stages (1991)
- :Blues (1994)
- Woodstock (1994) (con il titolo Get My Heart Back Together)
- Live at the Oakland Coliseum (1998)
- BBC Sessions (1998)
- Live at the Fillmore East (1999) (edizione estesa di Band of Gypsys e Band of Gypsys 2)
- Live at Woodstock (1999) (edizione estesa di Woodstock)
- The Jimi Hendrix Experience (2000)
- Voodoo Child: The Jimi Hendrix Collection (2001)
- Martin Scorsese Presents the Blues: Jimi Hendrix (2003)
- Valleys of Neptune (2010)
- West Coast Seattle Boy: The Jimi Hendrix Anthology (2010)
- Winterland (2011)
- People, Hell & Angels (2013)
- Miami Pop Festival (2013)
- Freedom: Atlanta Pop Festival (2015)
- Machine Gun: The Fillmore East First Show (2016)
- Both Sides of the Sky (2018)